# Kristian Hefte
Kristian Hefte, född 28 april 1905 i Ål i Hallingdal, död 24 februari 1977, var en norsk skådespelare.
Han debuterade 1929 vid Falkbergets teater som Fredrik i Bør Børson, och var i mer än trettio år en bärande kraft vid Trøndelag Teater, där han spelade så olikartade roller som Celius i Nils Kjærs Det lykkelige valg, Didrik i Olav Duuns Medmänniskor och Firs i Anton Tjechovs Körsbärsträdgården.

## Filmografi (urval)
Enligt Internet Movie Database och Svensk filmdatabas:
- 1932 – Skjærgårdsflirt
- 1938 – Bør Børson jr.
- 1939 – De värnlösa
- 1940 – Vildmarkens sång
- 1941 – Den forsvundne pølsemaker
- 1942 – Nordlandets våghals